# Apistogramma resticulosa
Apistogramma resticulosa är en fiskart som beskrevs av Kullander, 1980. Apistogramma resticulosa ingår i släktet Apistogramma och familjen Cichlidae. Inga underarter finns listade i Catalogue of Life.